# Bölkow Phoebus
Der Phoebus (nach dem griechischen Lichtgott Apollon) ist ein einsitziges Segelflugzeug der Bölkow GmbH.

## Geschichte
Die Konstruktion wurde anhand von Erfahrungen, die auf dem Vorgänger Phönix (dem ersten Flugzeug in Kunststoffbauweise) beruhen, entwickelt. Der Erstflug des Flugzeuges erfolgte am 11. April 1964 und am 17. Februar 1966 erhielt es seine Musterzulassung. Insgesamt wurden im Zeitraum von 1964 bis 1970 254 Stück (davon 133 in C-Version) gebaut. Der Preis für eine Phoebus belief sich 1968 auf etwa 20.000 DM.

## Konstruktion
Das von Richard Eppler, Hermann Nägele und Rudolf Lindner konstruierte Segelflugzeug war das erste, welches aus Faserverbundwerkstoffen in Laupheim in Serie gebaut wurde. Rumpf und Flächen sind in Sandwichbauweise ausgeführt, wobei Balsaholz als Kernmaterial und GFK als Deckschicht verwendet wurde.

## Versionen
Die am Ende mit 1 (A1, B1, C1) bezeichneten Versionen sind jeweils die Serienversionen.
- Phoebus A, erste Version mit 15 m Spannweite und festem Fahrwerk (Rudolf Lindner wurde damit 1966 Deutscher Meister der Standardklasse)
- Phoebus B, Version mit Einziehfahrwerk (1969 B2 mit verbesserter Aerodynamik, B3 Version mit geändertem Profil und anderer Steuerung)
- Phoebus C, 1967 Version mit Einziehfahrwerk und 17 m Spannweite (Göran Ax wurde damit 1968 Vizeweltmeister in der offenen Klasse), (C2-Version mit gewichtsparenden Maßnahmen)
- Phoebus M, geplante Motorseglervariante (mit 16-kW-Lloyd-Motor)

## Technische Daten
|                           | Phoebus A/B                | Phoebus C                              |
| ------------------------- | -------------------------- | -------------------------------------- |
| Sitzplätze                | 1                          | 1                                      |
| Rumpflänge                | 6,98 m                     | 6,98 m                                 |
| Spannweite                | 15 m                       | 17 m                                   |
| Flügelfläche              | 13,16 m²                   | 14,06 m²                               |
| Flügelstreckung           | 17,10                      | 20,55                                  |
| Flügelprofil              | Eppler 403                 | Eppler 403                             |
| Rüstmasse                 | 210 kg                     | 243 kg                                 |
| max. Startmasse           | 350 kg                     | 459 kg                                 |
| Flächenbelastung          | 22,5..26,5 kg/m²           | 23,0..32,6 kg/m²                       |
| max. zul. Geschwindigkeit | 200 km/h                   | 200 km/h                               |
| Mindestgeschwindigkeit    | 60 km/h                    | 58 km/h                                |
| geringstes Sinken         | ca. 0,65 m/s (bei 80 km/h) | 0,63 m/s (bei 83 km/h)                 |
| Gleitzahl                 | ca. 37 (bei 90 km/h)       | 39–42 (bei 90–93 km/h, je nach Quelle) |
| Segelflugindex            | 94 (A), 96 (B), 100 (B3)   | 100                                    |